# Applix
Applix est une compagnie d'informatique américaine basée à Westborough dans le Massachusetts.
Applix est un éditeur international de solutions de gestion de la performance[Quoi ?], permettant aux entreprises de mener des opérations de planification stratégique, de gestion et de contrôle de la performance sur leurs diverses fonctions.
Comme logiciels développés, on peut citer Applix TM1, application de gestion de la performance et Applix Executive Viewer, solution de reporting et d'analyse intuitive. Les solutions proposées utilisent la plupart du temps des bases de données OLAP multidimensionnelles.
Le 25 octobre 2007, il a été annoncé qu'Applix était rachetée par Cognos.